# Hawker de Havilland
de Havilland Aircraft Pty Ltd (DHA) foi parte da empresa aeronáutica de Havilland, que depois de tornou numa empresa independente. Foi comprada pela Boeing e agora chama-se Hawker de Havilland Aerospace Pty Ltd, sendo uma subsidiária da empresa Boeing Australia Ltd.